# Скоростная железная дорога Хэфэй — Нанкин

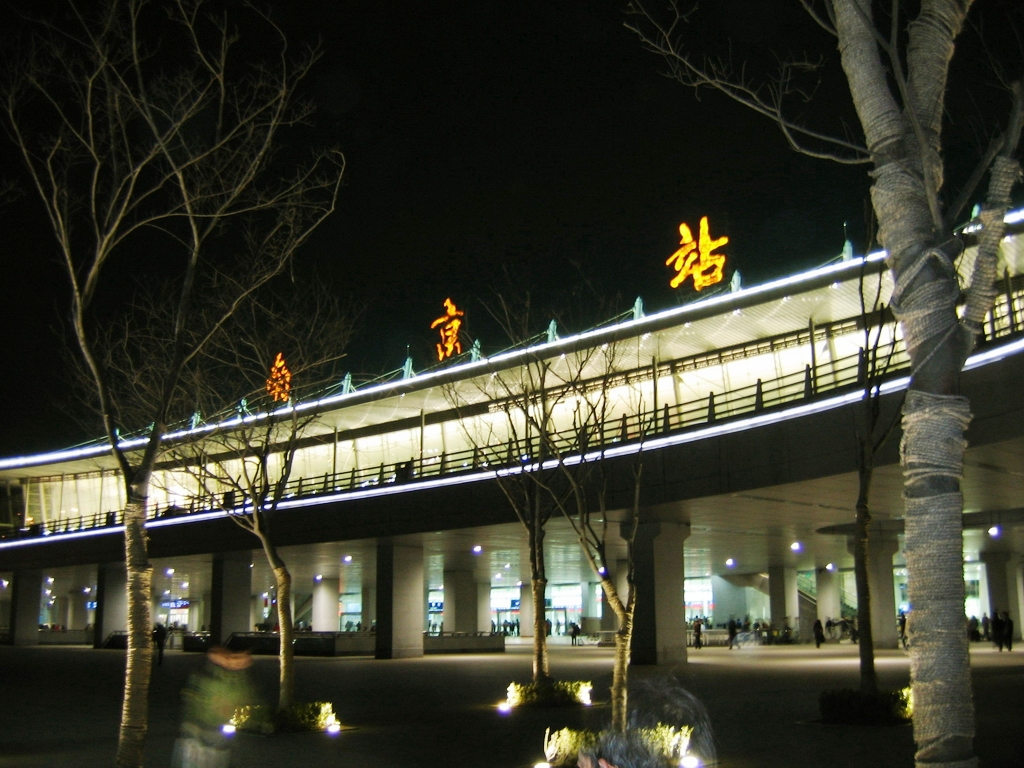
Вокзал Нанкин

Скоростная железная дорога Хэфэй — Нанкин (кит. трад. 合宁铁路, упр. 合寧鐵路, пиньинь Hé-Níng Tiělù) — двухколейная электрифицированная высокоскоростная железнодорожная магистраль, проходящая в китайских провинциях Аньхой и Цзянсу. Линия соединяет столицы Хэфэй и Нанкин, проходя через город Чаоху. Линия называется также Хэнинская железная дорога. Длина дороги составляет 166 км. Эта дорога является одной из секций Высокоскоростной пассажирской линией Шанхай — Ухань — Чэнду. Продолжением дороги до Шанхая является участок Пекин-Шанхайской железной дороги. Продолжением дороги в сторону Уханя и Чэнду является участок железной дороги Хэфэй — Ухань. По этой дороге стали ходить также экспрессы Шанхай — Нанкин — Хэфэй — Ухань.
Начало строительства дороги — июль 2005 года. Коммерческая эксплуатация началась 18 апреля 2008 года. Трасса рассчитана на движение со скоростью 250 км/час, и поездка занимает от 45 минут, фактически чуть больше часа. Стоимость строительства — 4,31 миллиардов юаней.

## Остановки
Дорога проходит через восемь станций:
1. Хэфэй (кит. 合肥站)
2. Саньшилипу (кит. 三十里铺站)
3. Хэфэй — Восточный (Фэйдун) (кит. 肥东站)
4. Чаоху — Северный (Чаобэй) (кит. 巢北站)
5. Хуаньгань (кит. 黄庵站)
6. Цюаньцзяо (кит. 全椒站)
7. Тинцзышань (кит. 亭子山站)
8. Нанкин — Южный (кит. 南京南站)